# Джорджия Коулмен
Джорджия Коулмен (англ. Georgia Coleman, 23 січня 1912 — 14 вересня 1940) — американська стрибунка у воду.
Олімпійська чемпіонка 1932 року, призерка 1928 року.